# 모자구름

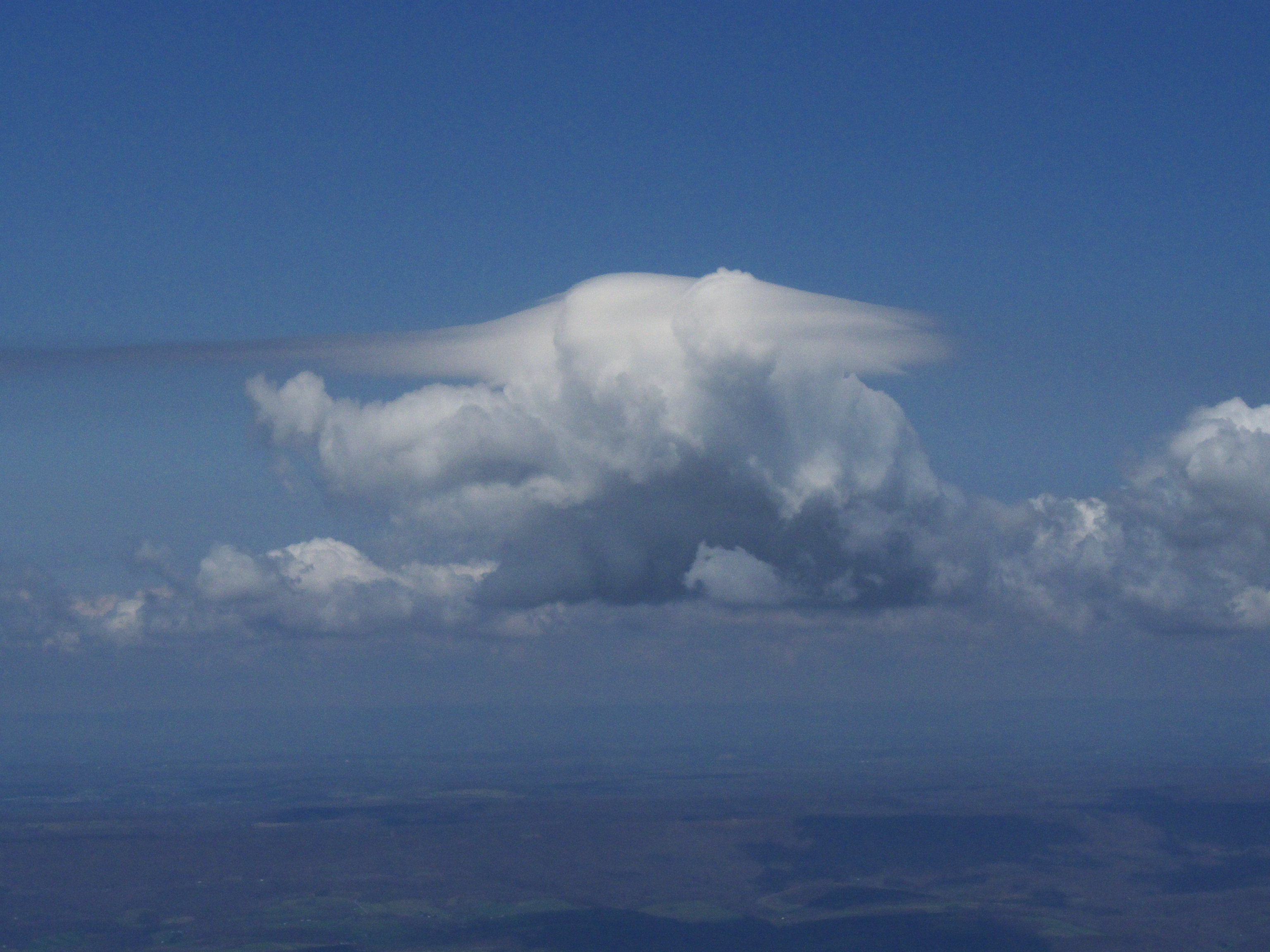
적운 위의 모자구름

모자구름(cap cloud) 또는 스카프 구름(scarf cloud)은 적운이나 적란운 위에 나타나는 작고 수평인 렌즈 모양의 구름이다. 모자구름은 수명이 짧은 경우가 많으며 일반적으로 몇 분 동안만 나타나며 그 아래의 주 구름은 대류를 통해 상승하여 흡수한다. 더욱이, 구름은 일반적으로 상승 응축 수준이 더 높은 건조한 공기에 의해 형성되며, 이는 종종 수직 성장을 방지하고 구름의 이름이 붙은 부드러운 수평 모자 모양으로 이어진다. 이는 낮은 고도에서 강한 상승 기류에 의해 형성되며, 위의 습한 공기에 작용하여 공기를 이슬점까지 냉각시킨다. 따라서 이는 일반적으로 악천후를 나타내는 지표이며, 적운 구름 꼭대기에서 발견되는 기둥은 구름 내의 강한 상승 기류를 나타내기 때문에 종종 적란운으로의 변형을 예고한다.
모자구름은 또한 화산 폭발로 인해 산, 화산재 구름, 화적운 구름 위에 형성될 수도 있다.
모자구름은 고효율 핵폭발로 인한 버섯 구름 위에 형성된다.

## 같이 보기
- 렌즈운